# Antiblemma fuscireticulata
Antiblemma fuscireticulata là một loài bướm đêm trong họ Erebidae.